# Instituto Nacional para la Investigación Agronómica
El Instituto Nacional para la Investigación Agronómica (oficialmente y en francés Institut national de la recherche agronomique o INRA) fue un organismo francés con sede en París fundado en 1946 y dedicado a investigaciones agronómicas orientadas. El 1 de enero de 2020 se fusionó con el IRSTEA, Institut national de recherche en sciences et technologies pour l'environnement et l'agriculture (Instituto nacional de investigación en ciencias y tecnologías para el medioambiente y la agricultura), para dar lugar al Institut national de recherche pour l'agriculture, l'alimentation et l'environnement (INRAE).
En 1984 se había convertido en un instituto público de carácter científico y tecnológico (EPST, bajo la tutela del Ministerio de Educación Superior y de Investigación y del Ministerio de Agricultura de Francia. Primer instituto de investigación agronómica a nivel europeo y segundo a nivel mundial, el INRA llevaba a cabo investigaciones orientadas con miras a una alimentación adaptada, un medio ambiente preservado y una agricultura competitiva y sostenible que respete los territorios y los recursos naturales.

## Objetivos
Las investigaciones realizadas en el INRA siguen la evolución de los cuestionamientos científicos y se orientan por los desafíos mundiales que plantean la alimentación, el medioambiente y la valorización de territorios para la agricultura y la agronomía. El cambio climático, la nutrición humana, la competencia entre cultivos alimentarios y no alimentarios, el agotamiento de los recursos fósiles y el equilibrio en la ordenación de territorios constituyen una serie de retos que hacen de la agronomía el cimiento sobre el que se apoya un desarrollo armonioso tanto en el ámbito económico como social y medioambiental.
El INRA produce conocimientos fundamentales y construye, a través de éstos, innovaciones y pericia tecnológica para la sociedad. Además, mediante su pericia científica, facilita la toma de decisiones en el sector público y privado.
Los grandes objetivos asumidos por el INRA son: 
- Producir y difundir conocimientos científicos;
- Generar innovaciones y pericia tecnológica para la sociedad;
- Facilitar, por medio de su evaluación científica, la toma de decisiones en el sector público y privado;
- Desarrollar la cultura científica y técnica, y participar en el debate entre ciencia y sociedad;
- Proponer una formación orientada a la investigación y formar a través de ella.

## Desafíos para la investigación

### Alimentación y nutrición humana
El panorama de la alimentación humana ha evolucionado de manera considerable en los países desarrollados a lo largo de estas últimas décadas. Existe un importante contraste entre las situaciones de desnutrición y las enfermedades nutricionales de sobrepeso. El INRA desempeña un papel preponderante en este ámbito, ya que produce conocimientos científicos e impulsa la investigación institucional. Los trabajos de investigación realizados en el INRA en el campo de la alimentación estudian esta temática desde tres perspectivas distintas: sabor, placer y comportamiento; salud y bienestar; y por último, seguridad.

### Cambio climático
Ante la aparición del cambio climático, el INRA estudia la influencia de la agricultura en este proceso. Las investigaciones desarrollan una visión global y prospectiva de este fenómeno, y ofrecen a su vez soluciones para controlarlo mejor. Con ellas se pretende ajustar las prácticas del hombre al cambio climático y anticipar nuevas dificultades.

### Biodiversidad
El INRA se interesa por todos los componentes que integran la biodiversidad: los genes, las especies, las interacciones entre las especies dentro de un ecosistema y la organización de los ecosistemas dentro de los paisajes. Los investigadores se empeñan en entender cómo interactúan las diferentes especies y cómo influyen las comunidades de especies en el funcionamiento de ecosistemas, ya sean naturales o alterados por las actividades humanas. Caracterizan y estudian el impacto de la biodiversidad de los microorganismos, en particular de los que participan en la transformación de los productos alimentarios que componen la flora intestinal humana. Por último, algunos trabajos de investigación tienen como propósito establecer nuevos modelos de producción agrícola que permitan preservar y manejar la biodiversidad, y estudiar las repercusiones de las políticas públicas sobre los ecosistemas. El INRA mantiene centros de recursos biológicos a disposición de todos, que cuentan con colecciones de recursos genómicos vegetales o animales, de plantas y de microorganismos. Colabora con criobancos nacionales de conservación de células congeladas de razas de animales domésticos.

### Biotecnología vegetal
La biotecnología vegetal, cada vez más accesible e imprescindible, constituye una herramienta para los laboratorios de biología y de genética vegetal que permite adquirir conocimientos acerca del funcionamiento de las plantas y de las interacciones entre las plantas y el medioambiente. Cuenta con diversas innovaciones que pueden resultar útiles o necesarias para enfrentarse a los desafíos actuales y futuros de la agricultura, o de otros campos tales como la salud o el medioambiente. Para garantizar que tenga un desarrollo controlado y que contribuya a la diversificación, la sostenibilidad y la competitividad de la agricultura, es necesario que la investigación tome en cuenta todas sus facetas. Ello incluye los impactos eventuales de los OGM que podrían ser empleados en los cultivos e integrados en la cadena alimenticia. Los múltiples enfoques implementados deben ser pluridisciplinarios y permitir evaluar y comparar los beneficios, los impactos y los riesgos asociados a sistemas de producción que integren o no cultivos de OGM.

### Sistemas agrícolas de alto valor medioambiental
Las metas de desarrollo sostenible expresadas por la sociedad requieren la elaboración de sistemas de cultivo y de cría novedosos. Los trabajos de investigación del INRA tienen como propósito crear nuevas maneras de producir, organizar la producción y administrar los espacios dedicados a la agricultura, a diferentes escalas. Con ello se pretende conciliar competitividad, calidad de los productos, igualdad social y respeto del medioambiente, e integrar cada uno de estos parámetros a las etapas de las investigaciones realizadas.

### Enfermedades emergentes
Las enfermedades infecciosas de origen animal representan una grave amenaza para el hombre. Las investigaciones del INRA en este ámbito tienen como objetivo esclarecer las relaciones epidemiológicas entre el mundo animal o vegetal, y el hombre. Para el INRA, es esencial desarrollar un enfoque interactivo entre estos ámbitos y asociarlos con observación, experimentación y práctica clínica. La modelización permite además a los investigadores utilizar numerosos datos epidemiológicos a fin de evaluar el riesgo de brotes o de propagación de las epidemias.

### Carbono renovable
La realización de investigaciones sobre biocarburantes, bioproductos, biomoléculas constituye un triple reto: proponer alternativas al petróleo, reducir las emisiones de gases de efecto invernadero y diversificar las actividades agrícolas. El INRA lleva a cabo estudios sistémicos y multicriterio, ya sean técnicos, económicos, medioambientales o sociales, que privilegian la materia leñosa para biocarburantes, la química verde y las fibras para biomateriales.

### Suelos
El INRA estudia el suelo a la vez como ecosistema y como recurso, diversificado en el espacio y sensible al deterioro provocado por las actividades humanas. Las investigaciones analizan las funciones agronómicas y medioambientales, y están enfocadas principalmente en las materias orgánicas del suelo, sus intercambios con las plantas, el agua y la atmósfera, y el funcionamiento de las comunidades de organismos vivos en el suelo.

### Agua
En el ámbito mundial, los recursos de agua dulce son destinados en su mayoría a la agricultura. Las investigaciones sobre el agua realizadas por el INRA persiguen elaborar sistemas de producción agrícola novedosos, desde la parcela hasta la cuenca hidrográfica, que permitan preservar por una parte la cantidad y la calidad de este recurso y, por otra, los ecosistemas acuáticos.

## Organización
El INRA cuenta con 1.826 investigadores en el ámbito de la biología, de las ciencias de la materia y de las ciencias humanas, 2.396 ingenieros, 4.354 técnicos y empleados administrativos, que obran al servicio de una estructura de investigación única. Además, cada año se abren las puertas a 1.634 doctorandos y a 1000 investigadores y estudiantes en prácticas provenientes de otros países.
Las actividades de investigación del INRA se organizan en torno a diferentes temáticas repartidas en 14 departamentos científicos: 
- Alimentación humana;
- Biología vegetal;
- Caracterización y elaboración de productos agrícolas;
- Ecología de bosques, praderas y medios acuáticos;
- Medio ambiente y agronomía;
- Genética animal;
- Genética y mejora vegetal;
- Matemáticas e informática aplicadas;
- Microbiología y cadena alimenticia;
- Fisiología animal y sistemas de cría;
- Sanidad animal;
- Sanidad vegetal y medio ambiente;
- Ciencias para la acción y el desarrollo;
- Ciencias sociales, agricultura y alimentación, desarrollo rural y medio ambiente

El INRA implementa estructuras originales y bases de datos accesibles a la comunidad científica: observatorios de investigación medioambiental, centros de recursos genéticos, plataformas experimentales, etc.

## Centros y convenios de colaboración
El INRA cuenta con 20 centros regionales, incluso en los territorios franceses de ultramar.
El INRA tiene convenios de colaboración científica con los grandes institutos de investigación científica del mundo, las universidades, el sector de la enseñanza agronómica y veterinaria, y participa asimismo en la creación del Espacio Europeo de Investigación. El instituto también desarrolla varios intercambios y colaboraciones con la comunidad científica internacional de numerosos países de Europa, América, Asia y África.

## Premios
Los Premios INRA, creados en 2006, recompensan el trabajo y la trayectoria de hombres y mujeres que se han destacado en el campo de la investigación agronómica: investigadores experimentados, jóvenes talentos e ingenieros o técnicos que han facilitado la investigación. A partir de la 10.ª edición de 2015, los galardonados se han clasificado en seis categorías, entre las que se incluyen el Galardonado de Investigación Agrícola, que reconoce a un investigador por toda su carrera, y el Galardonado de Innovación, que reconoce a un equipo cuyos resultados han tenido un impacto significativo.
Los ganadores del Premio de Investigación Agronómica se concedieron consecutivamente:
- en 2006, el premio de investigación agronómica fue otorgado a Georges Pelletier, director de investigación en genética vegetal en el INRA;
- en 2007, fue otorgado a Jean Denarié, director de investigación emérito en el «Laboratorio de Interacciones entre Plantas y Microorganismos»;
- en 2008, a Dusko Ehrlich, director de investigación de la Unidad de Investigación en Genética Microbiana del centro INRA de Jouy-en-Josas, departamento de "Microbiología y Cadena Alimentaria";
- en 2009, Michel Moreau, catedrático de Economía y antiguo director del Laboratorio de Economía de los Recursos Naturales del centro INRA de Toulouse;[7]
- en 2010, a Jean-Paul Renard, Director de Investigación del Laboratorio de Biología del Desarrollo y de la Reproducción (Unidad Mixta de Investigación del INRA y de la Escuela de Veterinaria de Alfort);[8]
- en 2011 Antoine Kremer (it), director científico de BioGeCo en Burdeos;[9]
- en 2012, a Francis Martin, director de investigación de la Unidad de Interacciones Árbol/Microorganismo de Nancy;[10]
- en 2013 por Jean Fioramonti, director científico del departamento de toxicología alimentaria de Toulouse;[11]
- en 2014, François Tardieu, supervisor científico de ecofisiología en el INRA de Montpellier;[12]
- en 2015 a Jan Traas, Director del Laboratorio de Reproducción y Desarrollo Vegetal de Lyon;[13]
- en 2017 Nathalie Gontar, directora de investigación sobre bioplásticos del centro INRA de Montpellier;
- en 2018 Isabelle Oswald, supervisora científica en toxicología en el centro INRA de Toulouse;
- en 2019, Claire Shen, profesora de ciencias del suelo en AgroParisTech.

## Ediciones Quae
Desde el 1 de julio de 2006, la sede de la editorial Quae, que forma una agrupación de interés económico (AIE), se encuentra en el INRA. Tiene cerca de 1000 títulos en su catálogo y edita y difunde los trabajos del INRAD, del CIRAD, del CEMAGREF y del IFREMER.